# District de Shangla
Le district de Shangla (en ourdou : ضلع شانگلہ) est une subdivision administrative de la province Khyber Pakhtunkhwa au Pakistan. Constitué autour de sa capitale Alpuri, le district est entouré par le district de Kohistan au nord, les districts de Battagram et de Mansehra à l'est, le district de Buner au sud et enfin le district de Swat à l'ouest.
Créé en 1995, le district compte près de 900 000 habitants en 2023 et sa population d'ethnie pachtoune parle majoritairement le pachto. Il est situé dans la division de Malakand, notamment connue pour son organisation tribale. La population surtout rurale vit principalement de l'agriculture.

## Histoire

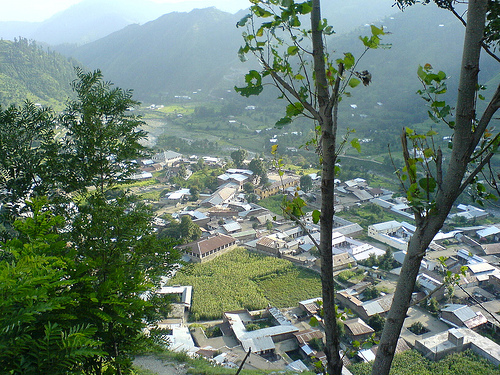
Village de Lilonai Alpurai.

La région de Shangla a été sous la domination de diverses puissances au cours de l'histoire, notamment le Sultanat de Delhi puis l'Empire moghol. Elle a ensuite été prise par l'Empire sikh en 1818, puis en 1848, elle est conquise par le Raj britannique.
En 1947, Shangla est intégré au Pakistan à la suite de la partition des Indes, bien que la zone ait longtemps soutenu le mouvement Khudai Khidmatgar qui s'était opposé au mouvement pour le Pakistan. Le district de Swabi est créé en 1995 alors qu'il était auparavant intégré au district de Swat.

## Démographie
Lors du recensement de 1998, la population du district a été évaluée à 434 563 personnes, uniquement rurale. Le taux d'alphabétisation était de 15 % environ, soit bien moins que les moyennes nationale et provinciale de 44 % et 35 % respectivement. Il se situait à 25 % pour les hommes et 4 pour les femmes, soit un différentiel de 21 points.
Le recensement suivant mené en 2017 pointe une population de 757 810 habitants, soit une croissance annuelle de 3 %, supérieure aux moyennes nationale et provinciale de 2,4 % et 2,9 % respectivement. Le taux d'urbanisation reste officiellement nul, aucune ville ne dépassant le seuil requis. L'alphabétisation grimpe à 33 %, dont 52 % pour les hommes et 15 % pour les femmes.
D'après le recensement de 2023, la population atteint 891 252 habitants. L'alphabétisation progresse un peu, à 34 %, bien moins que la moyenne provinciale de 51 %, dont 49 % pour les hommes et 18 % pour les femmes.
La langue la plus parlée du district est le pachto, pour presque 95 % de la population en 2023. 
La population est très largement musulmane, à plus de 99 % de la population en 2023, et les minorités religieuses sont peu nombreuses : 2 140 chrétiens, 50 sikhs et 30 hindous. Avant 1947, les sikhs et les hindous étaient plus nombreux dans ce qui correspond au territoire de l'actuel district. En 1947, lors de la création du Pakistan, les violences furent moindres dans ce district, surtout grâce à l'action du mouvement Khudai Khidmatgar, qui était opposé à la partition des Indes, mais plus de 90 % des sikhs et hindous partirent en Inde.   

## Administration

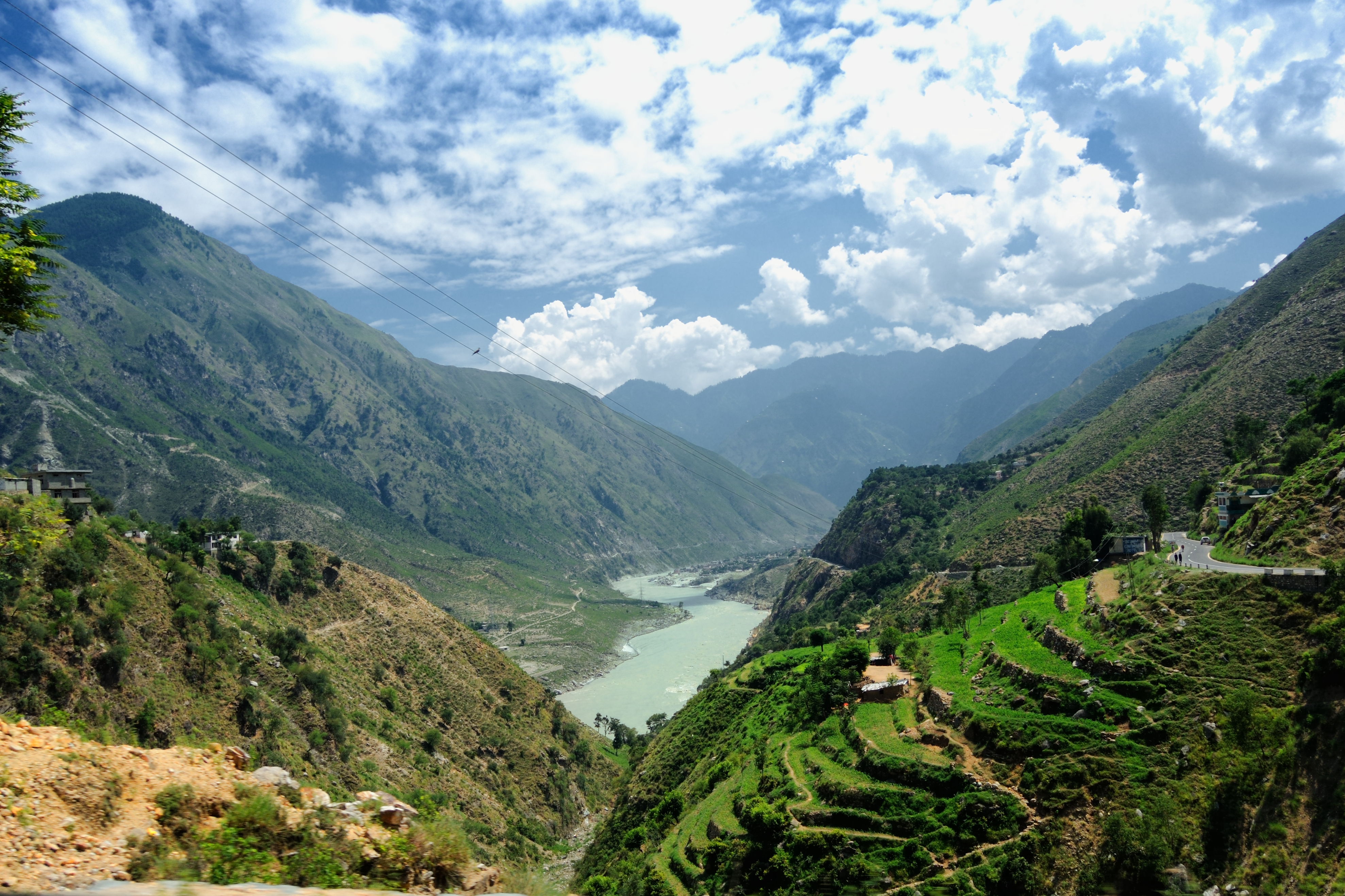
Vue de tehsil de Bisham.

Le district est divisé en cinq tehsils ainsi que 28 Union Councils.
| Tehsil   | Population (rec. 2023) |
| -------- | ---------------------- |
| Alpuri   | 366 772                |
| Bisham   | 121 279                |
| Chakisar | 128 238                |
| Martung  | 103 205                |
| Puran    | 171 758                |

Aucun des villages du district n'entrent dans la définition d'une unité urbaine selon les autorités fédérales de recensement. La capitale Alpuri compte près de 10 330 habitants en 2017. 
| Ville  | Population (rec. 2017) |
| ------ | ---------------------- |
| Alpuri | 10 330                 |

## Insurrection islamiste

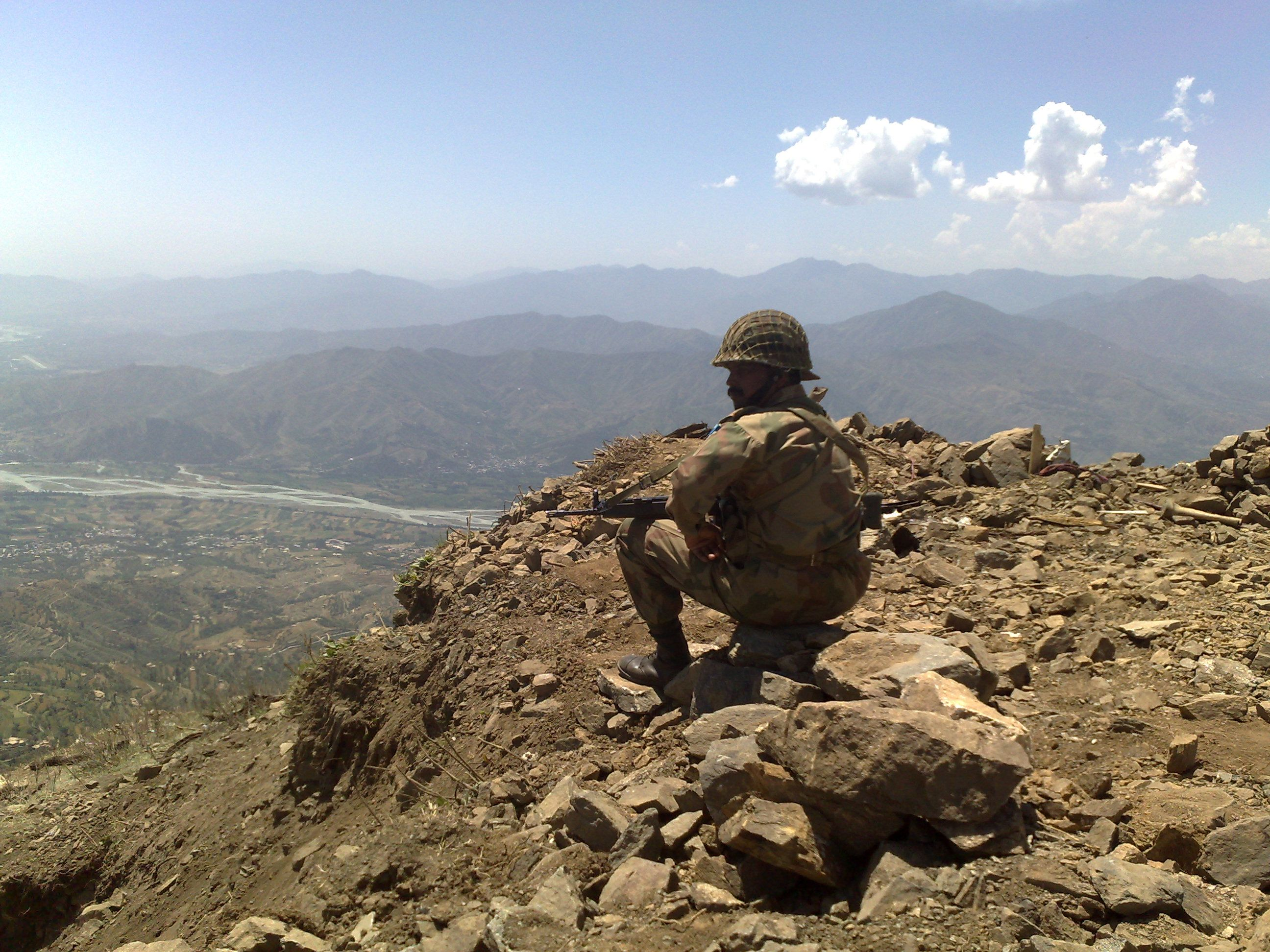
Soldat dans le district de Swat dans le cadre des opérations militaires de 2009.

En avril 2009, des insurgés islamistes membres du Tehrik-e-Nifaz-e-Shariat-e-Mohammadi (TNSM) s'emparent du district de Shangla, alors qu'ils étendaient leur emprise depuis le district de Swat voisin. Le 3 mai, dans le cadre d'une opération militaire d'envergure lancée le 26 avril, l'armée pakistanaise engage les combats contre les islamistes. Le 10 mai, des parachutistes entrent en action et le 14 juin 2009, l'armée annonce avoir repris Shangla et tué au moins 150 insurgés. 

## Politique
De 2002 à 2018, le district est représenté par les deux circonscriptions no 87 et 88 à l'Assemblée provinciale de Khyber Pakhtunkhwa. Lors des élections législatives de 2008, elles ont été respectivement remportées par un candidat de la Ligue musulmane du Pakistan (Q) et un indépendant, et durant les élections législatives de 2013, par un candidat de la Ligue musulmane du Pakistan (N) et un indépendant.
Depuis la réforme électorale de 2018, le district est représenté par la circonscription no 10 à l'Assemblée nationale ainsi que les deux circonscriptions no 23 et 24 de l'Assemblée provinciale. Lors des élections législatives de 2018, la circonscription nationale a été remportée par un candidat de la Ligue musulmane du Pakistan (N), et les provinciales par le Parti national Awami et le Mouvement du Pakistan pour la justice. 
| Parti                                       | Voix (national) | %       | Élus nationaux | Élus provinciaux |
| ------------------------------------------- | --------------- | ------- | -------------- | ---------------- |
| Ligue musulmane du Pakistan (N)             | 35 178          | 27,87 % | 1              | 0                |
| Parti national Awami                        | 33 650          | 26,66 % | 0              | 1                |
| Mouvement du Pakistan pour la justice       | 28 134          | 22,29 % | 0              | 1                |
| Muttahida Majlis-e-Amal                     | 20 914          | 16,57 % | 0              | 0                |
| Parti du peuple pakistanais                 | 5 690           | 4,51 %  | 0              | 0                |
| Autres partis                               | 1 200           | 0,95 %  | 0              | 0                |
| Indépendants                                | 1 461           | 1,16 %  | 0              | 0                |
| Total exprimés (participation : 34,27 %)    | 126 227         | 100 %   | 1              | 2                |
| Source : Commission électorale du Pakistan. |                 |         |                |                  |